# VANILLA (VANILLAのアルバム)
『VANILLA』（バニラ）は、VANILLAの1枚目のアルバム。1995年9月1日にリリース。

## 収録曲
1. 発作 (0:19)
作曲：野山昭雄
2. 愛をちょうだい (4:18)
作詞：森雪之丞、作曲：野山昭雄
1stシングル。表記はないが、Leigh Gorman's mixヴァージョン。
3. Passing (4:15)
作詞：近田春夫、作曲：野山昭雄
4. ギャング (5:08)
作詞：森雪之丞、作曲：野山昭雄
5. 革命前夜 (4:11)
作詞：笹本希絵、作曲：野山昭雄
6. 夕暮れ (5:59)
作詞：坂巻晋、作曲：野山昭雄
7. R.I.P☼ (4:15)
作曲：野山昭雄
8. 快・不快 (3:00)
作詞：もりばやしみほ、作曲：野山昭雄
9. John&Mary (1:48)
作詞：坂巻晋、作曲：野山昭雄
10. 契約 (4:30)
作詞：川西幸一、作曲：野山昭雄
11. 楽園中毒 (3:59)
作詞：小川美潮、作曲：野山昭雄
12. R.I.P☽ (1:01)
作曲：野山昭雄
13. IN THE SPACE (3:32)
作詞：近田春夫、作曲：野山昭雄
14. 甘い生活 (3:27)
作詞：野山昭雄、作曲：野山昭雄